# アンドレアス・クリール
アンドレアス・クリール（Andreas Klier、1976年1月15日- ）は、ドイツ、ミュンヘン出身の自転車競技（ロードレース）選手。

## 経歴
1996年、チーム・ニュルンベルガーと契約を結びプロ転向。
1999年、TVMに移籍。
2000年
- ツール・ド・フランス初出場（総合105位）。

2001年、T-モバイルに移籍。
2002年
- フロット・プライス・ジェフ・シェーレン優勝。

2003年
- ヘント〜ウェヴェルヘム優勝。

2007年
- ブエルタ・ア・エスパーニャ第16ステージを制した。

2009年、サーヴェロ・テストチームに移籍。
2011年、ガーミン・サーヴェロ（現 ガーミン・バラクーダ）に移籍。